# Appomattox Court House

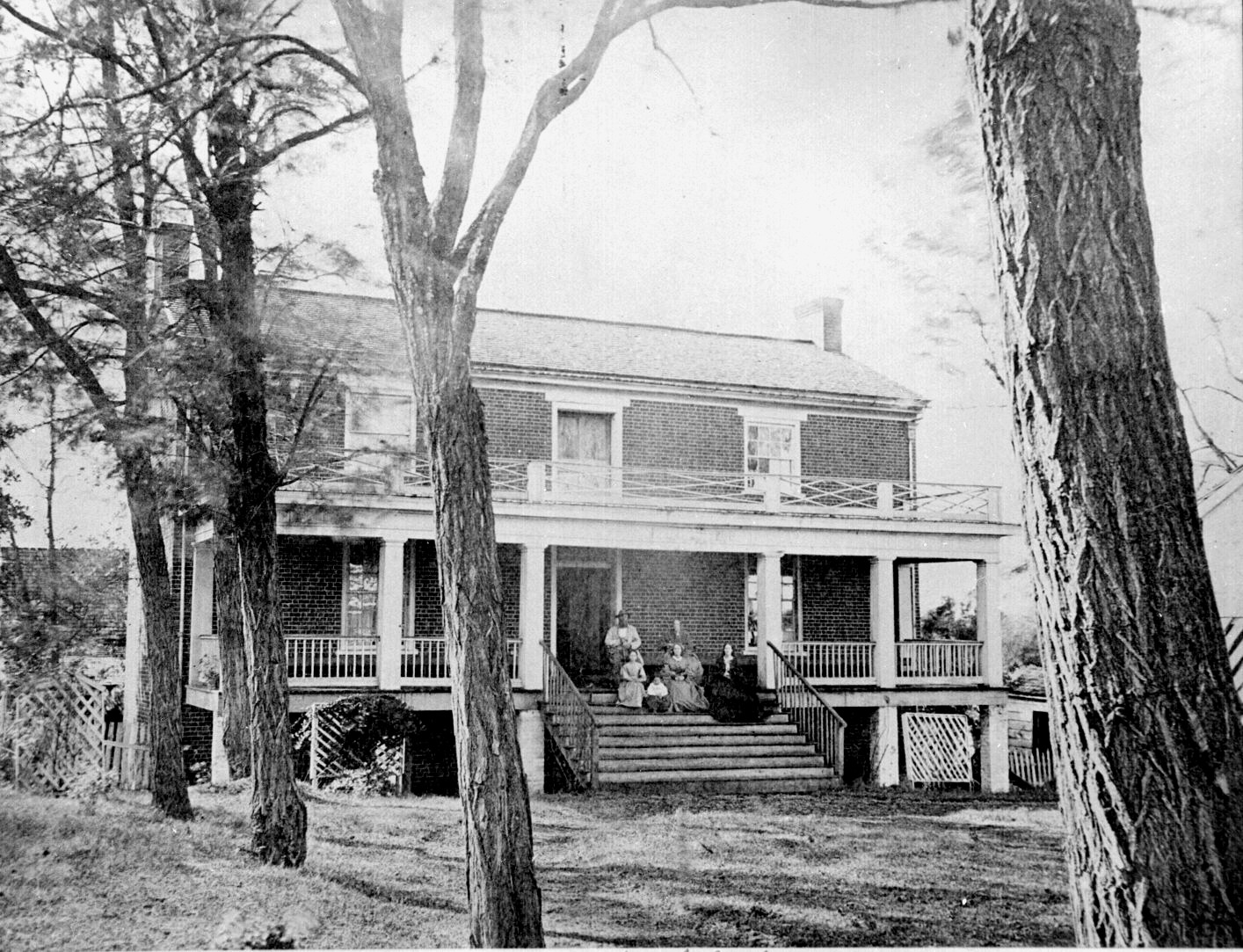
Huis van McLean waar generaal Lee zich overgaf.
Appomattox Court House, Virginia, April 1865.
Foto door Timothy H. O'Sullivan.

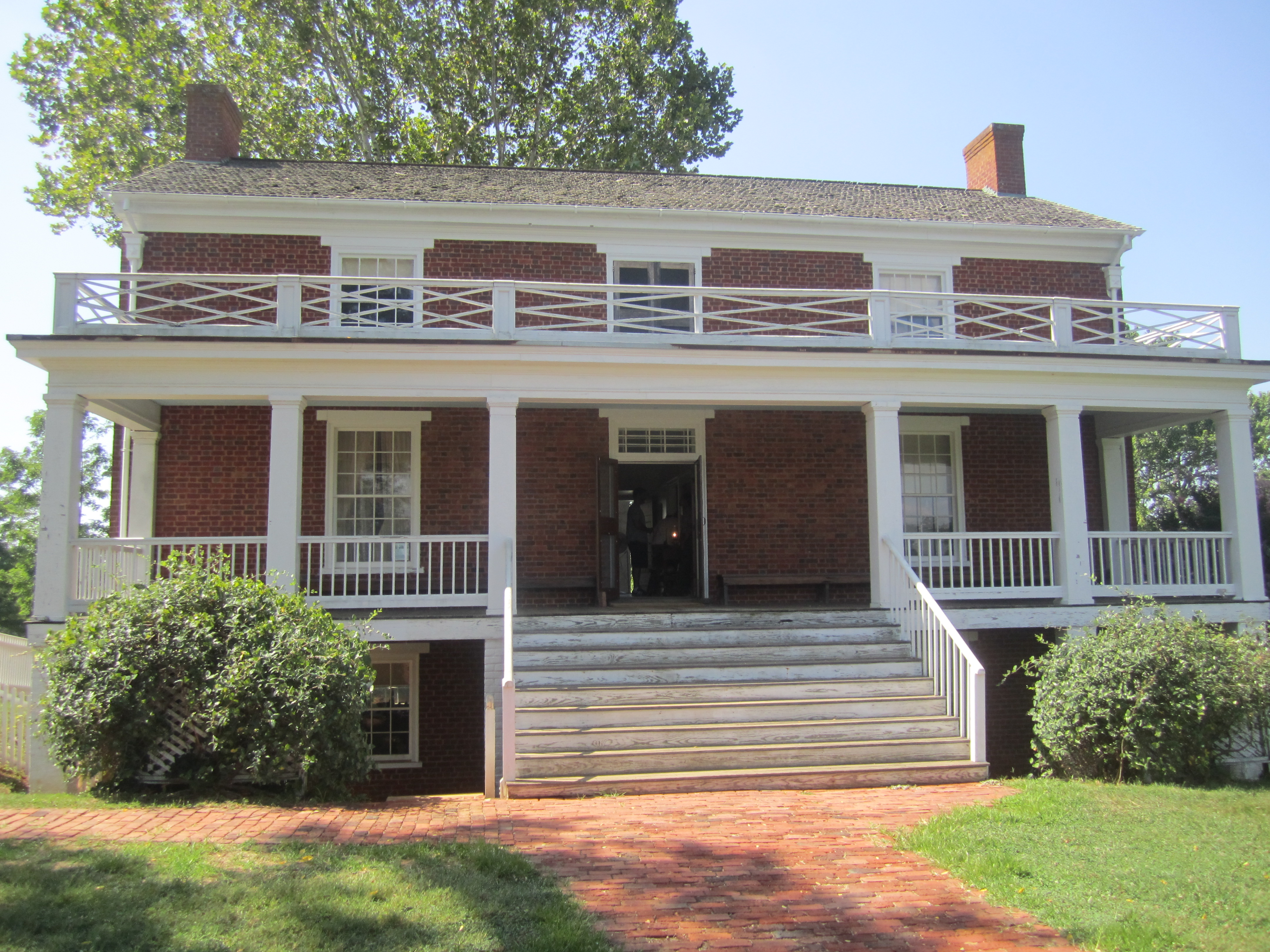
Het huis in 2011

Het Appomattox Court House in Virginia is de plaats waar de Zuidelijke generaal Robert E. Lee zich overgaf aan de Noordelijke commandant Ulysses S. Grant op 9 april 1865 in het huis van Wilmer McLean, waarmee effectief een einde kwam aan de Amerikaanse burgeroorlog.
De site werd in 1940 erkend als nationaal monument en in 1954 als National Historical Park. Het park bevindt zich vijf kilometer ten oosten van Appomattox (Virginia), waar het "nieuwe" gerechtsgebouw Appomattox Court House zich bevindt.